# Grace Thorpe
Grace Thorpe (10 décembre 1921 - 1er avril 2008) était une amérindienne Sauk et Fox vivant aux États-Unis, fille de Jim Thorpe, footballeur et athlète olympique. Elle mena avec Richard Oakes l'occupation d'Alcatraz en 1969. Militante anti-nucléaire, elle servit dans un Women's Army Corps durant la Seconde Guerre mondiale. Elle dirigea la National Environmental Coalition of Native Americans (NECONA).